# Torre Nabemba
La torre Nabemba è un grattacielo per uffici della città di Brazzaville nella Repubblica del Congo.

## Storia
Progettata dall'architetto Jean Marie Legrand, la torre venne eretta tra il 1983 e il 1986. Venne inaugurata dal presidente Denis Sassou Nguesso il 3 febbraio 1990. Prende il nome del monte Nabemba, la più alta cima del Paese.

## Descrizione
La torre presenta un'altezza al tetto di 106 metri e ha 30 piani. Ospita gli uffici di alcuni ministeri e di organizzazione di volontariato e beneficenza.